# Kumudumali Fernando
Tharika Kumudumali Fernando (* 13. Oktober 1990) ist eine sri-lankische Kugelstoßerin.

## Sportliche Laufbahn
Erste internationale Erfahrungen sammelte Kumudumali Fernando bei den Südasienspielen in Guwahati, bei denen sie mit einer Weite von 14,87 m die Bronzemedaille hinter den Inderinnen Manpreet Kaur und Manpreet Kaur Jr. gewann. 2019 belegte sie bei den Militärweltspielen in Wuhan mit 13,81 m den zehnten Platz und gewann daraufhin bei den Südasienspielen in Kathmandu mit 14,35 m die Silbermedaille hinter der Inderin Abha Khatua.
In den Jahren 2013, 2015 und 2016 sowie von 2018 bis 2021 wurde Fernando sri-lankische Meisterin im Kugelstoßen.